# Râul Brătioara
Râul Brătioara este un curs de apă, afluent al râului Bratia. 